# Giro de la Provincia de Lucca
El Giro de la Provincia de Lucca era una carrera ciclista que se disputaba en la Provincia de Lucca, en la Toscana, en Italia.
Se disputó por primera vez en 1999. Desde la primera edición hasta la de 2004 fue una carrera disputada en cuatro etapas. Las dos últimas ediciones, desde la creación de los Circuitos Continentales UCI en 2005, se celebraron a una sola etapa, formando parte del UCI Europe Tour, dentro la categoría 1.1.
Fue una prueba ampliamente dominada por sprinters y en ella se han impuesto los mejores de la especialidad. El primer ganador fue Paolo Bettini y el único que se ha impuesto en más de una ocasión es Alessandro Petacchi, con tres.

## Palmarés
| Año  | Ganador             | Segundo            | Tercero              |
| ---- | ------------------- | ------------------ | -------------------- |
| 1999 | Paolo Bettini       | Davide Rebellin    | Raimondas Rumsas     |
| 2000 | Alessandro Petacchi | Cristian Gasperoni | Alessandro Bertolini |
| 2001 | Mario Aerts         | Piotr Wadecki      | Ludovic Turpin       |
| 2002 | Fabiano Fontanelli  | Markus Zberg       | Richard Virenque     |
| 2003 | Óscar Freire        | Pietro Caucchioli  | José Iván Gutiérrez  |
| 2004 | Alessandro Petacchi | Thomas Ziegler     | Matteo Tosatto       |
| 2005 | Mario Cipollini     | Paride Grillo      | Alessandro Petacchi  |
| 2006 | Alessandro Petacchi | Claudio Corioni    | Erik Zabel           |

## Palmarés por países
| País    | Victorias |
| ------- | --------- |
| Italia  | 6         |
| Bélgica | 1         |
| España  | 1         |